# العلاقات الغرينادية الفيجية
العلاقات الغرينادية الفيجية هي العلاقات الثنائية التي تجمع بين غرينادا وفيجي.

## مقارنة بين البلدين
هذه مقارنة عامة ومرجعية للدولتين:
| وجه المقارنة                                              | غرينادا                                | فيجي                                                                 |
| --------------------------------------------------------- | -------------------------------------- | -------------------------------------------------------------------- |
| المساحة (كم2)                                             | 348                                    | 18.27 ألف                                                            |
| عدد السكان (نسمة)                                         | 107.83 ألف                             | 915.30 ألف                                                           |
| الكثافة السكانية (ن./كم²)                                 | 30.99 ألف                              | 50.1                                                                 |
| العاصمة                                                   | سانت جورجز                             | سوفا                                                                 |
| اللغة الرسمية                                             | لغة إنجليزية، إنكليزية غرنادة المولدة ‏ | لغة إنجليزية، اللغة الفيجية، اللغة الفيجي الهندية، اللغة الهندستانية |
| العملة                                                    | دولار شرق الكاريبي                     | دولار فيجي                                                           |
| الناتج المحلي الإجمالي (بليون دولار)                      | 1.12 مليار                             | 5.06 مليار                                                           |
| الناتج المحلي الإجمالي (تعادل القوة الشرائية) بليون دولار | 1.45 مليار                             | 8.32 مليار                                                           |
| الناتج المحلي الإجمالي الاسمي للفرد دولار أمريكي          | 9.21 ألف                               | 4.96 ألف                                                             |
| الناتج المحلي الإجمالي للفرد دولار أمريكي                 | 12.43 ألف                              | 8.79 ألف                                                             |
| مؤشر التنمية البشرية                                      | 0.750                                  | 0.727                                                                |
| رمز المكالمات الدولي                                      | +1473                                  | +679                                                                 |
| رمز الإنترنت                                              | .gd                                    | .fj                                                                  |
| المنطقة الزمنية                                           | 00                                     | ت ع م+12:00                                                          |

## منظمات دولية مشتركة
يشترك البلدان في عضوية مجموعة من المنظمات الدولية، منها:
| علم المنظمة | اسم المنظمة                                 | تاريخ انضمام غرينادا | تاريخ انضمام فيجي |
| ----------- | ------------------------------------------- | -------------------- | ----------------- |
|             | تحالف الدول الجزرية الصغيرة                 | ?                    | ?                 |
|             | الاتحاد البريدي العالمي                     | ?                    | ?                 |
|             | يونسكو                                      | 17 فبراير 1975       | 14 يوليو 1983     |
|             | البنك الدولي للإنشاء والتعمير               | 27 أغسطس 1975        | 28 مايو 1971      |
|             | منظمة التجارة العالمية                      | ?                    | ?                 |
|             | وكالة ضمان الاستثمار متعدد الأطراف          | 12 أبريل 1988        | 24 سبتمبر 1990    |
|             | الاتحاد الدولي للاتصالات                    | 17 نوفمبر 1981       | 5 مايو 1971       |
|             | منظمة الشرطة الجنائية الدولية               | ?                    | ?                 |
|             | مؤسسة التمويل الدولية                       | 28 أغسطس 1975        | 12 يوليو 1979     |
|             | الأمم المتحدة                               | 17 سبتمبر 1974       | 13 أكتوبر 1970    |
|             | مجموعة دول أفريقيا والكاريبي والمحيط الهادئ | ?                    | ?                 |
|             | مؤسسة التنمية الدولية                       | 28 أغسطس 1975        | 29 سبتمبر 1972    |
|             | منظمة حظر الأسلحة الكيميائية                | ?                    | ?                 |
|             | المركز الدولي لتسوية المنازعات الاستشارية   | 23 يونيو 1991        | 10 سبتمبر 1977    |

## وصلات خارجية
- موقع وزارة الخارجية الفيجية